# Curonià
El curonià és una de les llengües bàltiques, de la família lingüística de l'indoeuropeu, actualment extingida. A Lituània, la llengua s'hi va extingir en el segle xvi. Es creu que els darrers curonians que encara parlaven curonià van viure al segle xvii al golf de Riga, una zona que es va assimilar lingüísticament al letó. No es conserven documents escrits tret dels topònims, però les restes en idiomes veïns, especialment en el belarús permeten de fer-se una idea dels principals trets de la llengua.

## Origen
No resta gairebé res de l'antic idioma curonià i no és clar si pertanyia al grup de les llengües bàltiques occidentals o al de les orientals. Alguns estudiosos com Edgar V. Saks i Eduard Vääri han apuntat que diverses paraules del curonià reflecteixen la influència del finnougri del Bàltic, especialment del livonià o de l'estonià.